# Jesse Jane
Jesse Jane (skutečné jméno Cindy Taylor,16. července 1980 Fort Worth, Texas, USA – 24. ledna 2024 Moore, Oklahoma) byla americká modelka, striptérka a pornoherečka.

## Pornografické filmy
- Pirates (2005)
- Babysitters (2007)
- Pirates II: Stagnetti's Revenge (2008)
- Cheerleaders (2008)
- Body Heat (2010)
- Babysitters 2 (2010)
- The Roommate (2011)
- Top Guns (2011)

## Jiné filmy a televizní seriály
- Baywatch: Hawaiian Wedding (2003)
- Entourage (2005) (1 epizoda)
- Dr. 90210 (2007) (1 epizoda)
- Bad Girls Club (2009) (1 epizoda)
- Middle Men (2009)
- Porn: Business of Pleasure (2009) (dokumentární)
- Frat Party (2009)
- Let the Game Begin (2010)
- Bucky Larson: Born to Be a Star (2011)
- Dave's Old Porn (2012) (1 epizoda)